# 가야대학교
가야대학교(加耶大學校, Kaya University)는 경상남도 김해시에 소재한 사립 대학이다.

## 연혁
1992년 12월 23일 학교법인 대구학원에서 경상북도 고령군에서 가야요업대학을 설립하였다. 이듬해 3월 13일 개교하였다. 1995년 3월 1일 가야대학교로 교명을 변경하였다. 2003년에 경상남도 김해시 일대에 김해캠퍼스를 신설하고 대학본부도 이전하였다. 2004년부터 기존 고령캠퍼스의 신입생 모집을 중단하고 일부 상업 시설로 전환을 추진한했다.
한편, 2012년 교육과학기술부가 정부재정지원제한대학으로 선정한 바 있다. 2018년 대학기본역량진단 결과 재정지원제한대학으로 선정된 이력이 있다.

## 교육편제

### 학부
가야대학교는 단과대학 구성 없이 14개 학과를 편제하여 학사 학위 과정을 교수하고 있다.

### 대학원
기야대학교 대학원은 일반 1개원, 특수 3개원을 설립하여 석·박사 과정을 제공하고 있다. 일반대학원의 경우 보석디자인공학과 1개 학과에 대해서만 석·박사 학위 과정을 제공한다.

## 사건과 비판

### 캠퍼스 이전에 따른 비판
가야대학교는 경상남도 김해시 일대에 캠퍼스를 개교하고 이전하며, 기존의 고령군에 있던 캠퍼스를 사실상 폐교하였다. 이에 따라 지역사회와 교육당국 등에 전문대학 설립과 캠퍼스를 지역사회 경제 활성화를 위해 사용하겠다는 약속을 지키지 않고 있다는 비판이 있다.